# Claudie Gallay
Pour les articles homonymes, voir Gallay.
Œuvres principales
- Les Déferlantes
- L’Amour est une île

Claudie Gallay (née en 1961 à Bourgoin-Jallieu, dans le département de l'Isère) est une écrivaine française. Son roman Les Déferlantes, publié en 2008, remporte de nombreux prix littéraires.

## Biographie
Issue d'une famille d'agriculteurs, Claudie Gallay passe son enfance à Saint-Savin, dans le département de l'Isère.
Depuis l'adolescence, elle écrit. Sa famille accepte ce rêve. Mais C. Gallay, qui travaille comme institutrice, propose de nombreux manuscrits avant de que son premier roman ne soit publié.
En 2001, son manuscrit l'Office des vivants est retenu par l'éditrice Sylvie Gracia. Cette publication marque le signe d'une entrée en écriture. En 2008, la parution et le succès que rencontre Les Déferlantes met vraiment l'écrivaine sous la lumière des projecteurs, un succès qui se confirme avec la parution de L'amour est une île.
Dès ses premières réussites littéraires, Gallay se consacre davantage à l'écriture, n'enseignant plus que deux jours par semaine, aux écoles primaires Antony Real puis Jean-Henri Fabre dans la ville de Serignan-du-Comtat. Avec le succès des Déferlantes, elle se met en disponibilité de l'Éducation nationale. Elle s'adonne aussi à la peinture.
Elle réside dans le village d'Uchaux dans le Vaucluse et y apprécie le calme et la beauté de la nature et des saisons, propices à l'écriture. Elle relève que le succès lui offre la possibilité d'évasions dans la région dont elle exploite les décors et les ambiances pour ses romans, ainsi qu'elle le fit avec le Cotentin pour Les Déferlantes.
Elle publie six romans aux éditions du Rouergue avant de passer aux éditions Actes Sud. Ses œuvres paraissent également en édition de poche et en format numérique.
Son style se distingue par sa sobriété. Ses personnages sont d'une grande sensibilité, un peu en marge de la vie sociale. Ils flottent dans la tendresse et la douceur.
Elle souligne que Rendez-nous la lumière de Dominique A est pour elle, une musique ressource.

## Les Déferlantes
Ce roman, qui se passe dans le Cotentin, raconte l'histoire d'un homme qui revient quarante ans plus tard sur le lieu du naufrage de ses parents. Leur terrible noyade est entourée de secrets et de mystères, en lien avec les habitants du bourg, qui se montrent taiseux. La narratrice, une femme seule qui travaille au Centre ornithologique de Caen, observe ceux qui l'entourent tout en s'occupant des oiseaux, son métier. Le titre du roman fait référence aux vagues qui s'abattent sur le littoral, près de La Hague.
Publié au Rouergue en 2008, le roman a reçu le Prix des lectrices de Elle 2009.
Pour Josyane Savigneau, du journal Le Monde, "tout l'intérêt (du roman) est d'avancer pas à pas avec la narratrice, de chercher à comprendre les comportements bizarres de Lambert (le héros), cette région sauvage, ce village fermé et ses habitants repliés sur leur silence."

## Citations de critiques
« Sa plume fine, subtile et si simplement poétique…».
« Âpre et lucide pour dire la violence des destins perdus, son écriture célèbre avec une grâce dépouillée la beauté pure des rêves».

## Publications
- L'Office des vivants, éditions du Rouergue, mars 2001, 336 p. -  (ISBN 978-2-84156-278-7)[14] - éditions Actes Sud, collection Babel, no 944, mars 2009, 240 p. -  (ISBN 978-2-7427-8212-3)[15]
- Mon amour, ma vie, éditions du Rouergue, août 2002, 304 p. -  (ISBN 978-2-84156-385-2) [16] - éditions Actes Sud, collection Babel, no 991, janvier 2010, 304 p. -  (ISBN 978-2-7427-8834-7)[13].
- Seule Venise, éditions du Rouergue, 2004, 301 p. -  (ISBN 9782841565474)[17] - éditions Actes Sud, collection Babel, no 725, janvier 2006, 304 p. -  (ISBN 978-2-7427-5573-8)[18] - réédition aux éditions du Rouergue, mai 2009, 240 p. -  (ISBN 978-2-8126-0077-7)[19]
  - Prix Folies d'Encre, Aulnay-sous-Bois, 2004
  - Prix du salon d’Ambronay, 2004[20],[21]
  - Prix du Livre CE 38, 2005[22],[23]
- Les Années cerises, éditions du Rouergue, octobre 2004, 176 p. -  (ISBN 978-2-84156-580-1)[24] - éditions Actes Sud, collection Babel NE, no 1053, avril 2011, 176 p. -  (ISBN 978-2-330-02665-3)[25]
- Dans l'or du temps, éditions du Rouergue, janvier 2006, 320 p. -  (ISBN 978-2-84156-719-5)[26] - éditions Actes Sud, collection Babel, no 874, mars 2008, 368 p. -  (ISBN 978-2-7427-7351-0)[27]
- Les Déferlantes, éditions du Rouergue, collection La Brune, mars 2008, 522 p. -  (ISBN 978-2-84156-934-2)[28] - éditions J'ai lu, collection Littérature, série Romans, octobre 2010,  (ISBN 9782290028124) [29] - éditions Actes Sud, collection Babel, no 1085, novembre 2011, 560 p. -  (ISBN 978-2-330-00130-8)[30]
  - 300 000 exemplaires[31], 19 prix littéraires[32], traduit en 14 langues dont le taïwanais, "du dessin" pour Claudie Gallay[1]
  - Prix Dynamique au Fémin'Ain, rencontres littéraires d'Ambronay, octobre 2008[33]
  - Prix des lecteurs de la Ville de Brive[34],octobre 2008[35]
  - Grand prix des lectrices de Elle, mai 2009[36]
  - Prix Culture et Bibliothèque pour tous (CBPT), mai 2009[37]
  - Prix Livre & Mer Henri-Queffélec 2009
  - Prix des lecteurs du Télégramme - Prix Jean-Pierre Coudurier 2009[38]

.** Prix littéraire Rosine Perrier 2009
- - Prix littéraire de la Ville de Caen[40],[41]

- L'Amour est une île, éditions Actes Sud Littérature, août 2010, 352 p. -  (ISBN 978-2-7427-9285-6)[42] -  éditions Actes Sud Littérature, collection EPUB, octobre 2011, 360 p. -  (ISBN 978-2-7427-9839-1)[43] - éditions Actes Sud, collection Babel, no 1315, mai 2015, 448 p. -  (ISBN 978-2-330-05116-7)[44] -
- Une part de ciel, éditions Actes Sud Littérature, août 2013, 448 p. -  (ISBN 978-2-330-02264-8)[45] - éditions Actes Sud Littérature, collection EPUB, août 2013 -  (ISBN 978-2-330-02396-6)[46] - éditions Actes Sud, collection Babel, no 1277, octobre 2014, 569 p. -  (ISBN 2330037244 et 978-2330037246)[47]
  - Prix France Bleu/Terre de France, novembre 2013[48]
- Détails d’Opalka, éditions Actes Sud Littérature, avril 2014, 224 p. -  (ISBN 978-2-330-03081-0)[49] - éditions Actes Sud Littérature, collection EPUB, avril 2014, 196 p. -  (ISBN 978-2-330-03367-5)[50] -  
  - Grand Prix de la Ville de Saint-Étienne, octobre 2014[51].
- La Beauté des jours, éditions Actes Sud Littérature, 16 août 2017, 304 p. -  (ISBN 978-2-330-08635-0 et 9782330081768)[52] - éditions Actes Sud Littérature, collection EPUB,  (ISBN 978-2-330-08635-0)[53].
- Avant l'été, éditions Actes Sud, 2021, 384 p.  (ISBN 9782330150112)
- Victor , 181 p. éditions Actes Sud Littérature , 2022,  (ISBN 9782330171902)

### Ouvrages collectifs
- Paul Bedel, Catherine École-Boivin, préface de Claudie Gallay, Testament d'un paysan en voie de disparition[54], Presses de la Renaissance, 2009, 252 p. -  (ISBN 9782750905347) - réédition J'ai Lu[38], 2012, 220 p. -  (ISBN 9782290033173)
- Éliette Abécassis, Agnès Desarthe, Claudie Gallay, Marek Halter, Camilla Läckberg, Didier van Cauwelaert, La Rencontre, recueil de nouvelles, éditions Prisma, 2010,  (ISBN 9782810401192)

## Adaptation à la télévision
- 2013 : Les Déferlantes, d'après son roman éponyme de 2008, téléfilm d'Éléonore Faucher[55], scénario d'Éléonore Faucher et Laurent Vachaud, France. Avec Sylvie Testud et Bruno Todeschini. (diffusé sur Arte le 22 novembre 2013)[56],[57].

## Sur quelques livres

### La Beauté des jours
Années 2010, dans une impasse d'une banlieue de petite ville, sans doute d'Isère.
Jeanne, 43 ans, postière, vit depuis vingt ans avec son mari Rémy, bricoleur, en train de refaire la cuisine et la peinture de leur pavillon. Leurs deux filles, Chloé et Elsa, sont déjà étudiantes à Lyon, loin, indépendantes. Jeanne communique bien avec sa seule amie, sa voisine, Suzanne, en rupture avec Jef. Les autres voisins importent moins que les encombrants, les frères Combe, dont Tête Plate. Le dimanche, la famille se réunit à la ferme familiale : le père taiseux (bleu de travail, brodequins, casquette, établi, outils, brouette), la mère, la M'mé, la vache Rose, le chien, les poules, le purin, parfois le renard. C'est l'occasion de revoir la sœur, Emma, enceinte du quatrième, et surtout mère de Zoé, 10 ans, et son mari.
Avant Jeanne, il y a eu Jean, le fils mort-né caché, dont elle a pris la place et le prénom. Après Jeanne, il y a Emma, et les deux autres sœurs, qui sont parties loin, Sylvie (Paris), Isa (Bordeaux).
Jeanne vit de manière un peu décalée le passage du temps, au bureau avec M. Nicolas, son collègue, et en famille avec Rémy.
Les habitudes, les sorties au lac de Paladru, les vacances à Dunkerque, la compagnie de Suzanne, les scénarios (pour les autres et pour elle-même, dont un projet de voyage en Grèce) ou la nouvelle cuisine ne suffisent pas. Pour espérer échapper à « la malédition des fendues » (p. 386).
Jeanne, depuis vingt ans, s'intéresse à la performeuse Marina Abramović : elle lui écrit des lettres, qu'elle n'envoie pas, puis des mails ; elle voudrait la rencontrer.
Puis, Jeanne retrouve dans la rue un ancien camarade de lycée, Martin, devenu restaurateur (itinérant) de fresques. Dans les deux cas, elle a l'impression de pouvoir devenir meilleure, comment choisir ? Comment parvenir à faire chanter l'oiseau que chacun abrite en soi, comme le dit la M'mé à Zoé ?
Martin part rendre hommage à sa sœur morte, à Teshima. Il enregistre les bruits du cœur de Jeanne et de Zoé. Du Japon, il envoie des cartes postales, et des mails. Il y parle de la cabane de Boltanski, des Archives du Cœur.